# Ledyard (Connecticut)
Ledyard – miasto w Stanach Zjednoczonych, w stanie Connecticut, w hrabstwie New London.